# Rivière Morialice
La rivière Morialice est un affluent du lac Kempt (via la baie Morialice) lequel constitue le lac de tête de la rivière Manouane, coulant du côté ouest de la rivière Saint-Maurice, en Haute-Mauricie, dans la municipalité régionale de comté (MRC) de Matawinie, en traversant les territoires non organisés de Baie-Atibenne et de Baie-Obaoca, dans la région administrative de Lanaudière, au Québec, au Canada.
Ce cours d'eau fait partie du bassin versant de la rivière Saint-Maurice laquelle se déverse à Trois-Rivières sur la rive nord du fleuve Saint-Laurent.
L’activité économique du bassin versant de la rivière Morialice est la foresterie. Le cours de la rivière coule entièrement en zones forestières. La surface de la rivière est généralement gelée du début de décembre jusqu’au début d’avril.

## Géographie
La rivière Morialice prend sa source à l’embouchure du lac Morialice (longueur : 3,5 km ; altitude : 427 m) dans le territoire non organisé de Baie-Atibenne. Ce lac est formé en deux parties dont la Baie Sepier (diamètre : 2,2 km) située dans la partie sud du lac. Le Morialice a une superficie de 992 ha, une profondeur maximale de 51 m, une profondeur moyenne de 10 m et un volume de 101 721 814 m3
L’embouchure du lac Morialice est située au nord du lac, soit à 14,8 km au sud-est de la confluence de la rivière Morialice et à 117 km à l'ouest du centre-ville de La Tuque.
À partir de l’embouchure du lac Morialice, la rivière Morialice coule sur 16,8 km, selon les segments suivants :
- 13,0 km vers le nord-est dans le territoire non organisé de Baie-Obaoca en traversant le lac Tourbis (altitude : 427 m) sur sa pleine longueur dont 5,9 m dans jusqu’à son embouchure ;
- 3,8 km vers le nord en coupant une route forestière, jusqu’à la confluence de la rivière[3].

La rivière Morialice se déverse dans le territoire non de la Baie-Obaoca, sur la rive sud de la Baie Morialice, un appendice du lac Kempt. Cette confluence est située face à l’Île aux Cèdres.
La confluence de la rivière Morialice est située à :
- 7,6 km au nord-est du centre du village de Manawan ;
- 16,4 km au sud de l’embouchure du lac Kempt situé au fond de la baie Gavin ;
- 108 km à l'ouest du centre-ville de La Tuque.

## Toponymie
Le toponyme rivière Morialice a été officialisé le 5 décembre 1968 à la Commission de toponymie du Québec.

## Activités récréotouristiques
Le circuit Morialice se situe près du village atikamekw de Manawan et permet de naviguer sur une série de lacs en milieu sauvage et peu fréquenté. La topographie du secteur est relativement plate permettant ainsi de naviguer sur de grandes distances en enchaînant d'un plan d'eau à l'autre, avec peu de dénivellation. Ce circuit de lacs comporte quatre portages totalisant environ 1 000 m en passant par le lac Kempt, le lac Morialice et la rivière du même nom. Le niveau des eaux du lac Kempt (réservoir Kempt) est contrôlé par Hydro-Québec qui y exploite le barrage (Manouane C).